# Jan Verniers
Jan Wilmer Verniers (Sint-Niklaas, 20 augustus 1928 - Aalter, 11 september 2019) was een Belgisch advocaat en politicus voor de Volksunie.

## Levensloop
Hij was een zoon van de arts Gerard Verniers, die lid was geweest van de Frontpartij en schepen was van Sint-Niklaas voor het VNV. Hij volgde middelbaar onderwijs aan het Klein Seminarie van Sint-Niklaas.
Hij promoveerde tot doctor in de rechten aan de Katholieke Universiteit Leuven. Hij werd ook baccalaureaat in de filosofie en licentiaat in de criminologie. Hij schreef zich in bij de balie van Dendermonde en vestigde zich als advocaat in Sint-Niklaas. Zijn legerdienst was hem goed bevallen, zodat hij verder aan oproepen beantwoordde als reserveofficier. Hij bereikte de graad van luitenant-kolonel. Hij werd van 1986 tot 1992 ook burgerlijk lid van de krijgsraad in Keulen en van 1992 tot 1996 substituut-krijgsauditeur bij de krijgsraad in Keulen. Na activiteiten in het Vlaams Verbond van Katholieke Scouts, als bestuurslid van het Davidsfonds in Sint-Niklaas en als voorzitter van het Verbond van Vlaamse Oudstrijders werd hij politiek actief.
Voor de gemeenteraadsverkiezingen van 1958 werkte hij mee met de kieslijst van voormalig oorlogsburgemeester Emiel Van Haver. Bij de wetgevende verkiezingen in 1961 voerde hij de Volksunie-kieslijst aan voor het arrondissement Sint-Niklaas maar werd niet verkozen. In 1964 werd hij verkozen tot gemeenteraadslid van Sint-Niklaas en bleef dit tot aan zijn ontslag in 1986. In 1965 kwam hij in aanvaring met Maurits Coppieters en werd hij door de arrondissementsraad geschorst, een beslissing die echter door de nationale partijraad werd vernietigd. In november 1981 werd hij verkozen tot lid van de Kamer van volksvertegenwoordigers voor het arrondissement Sint-Niklaas en vervulde dit mandaat tot in oktober 1985. In de periode december 1981-oktober 1985 had hij als gevolg van het toen bestaande dubbelmandaat ook zitting in de Vlaamse Raad. Hij zetelde als volksvertegenwoordiger in de commissie landsverdediging.